# Olympische Winterspiele 1976/Nordische Kombination
Bei den XII. Olympischen Winterspielen 1976 in Innsbruck fand ein Wettbewerb in der Nordischen Kombination statt. Austragungsort waren die Toni-Seelos-Olympiaschanze und die Olympiaregion Seefeld mit einem Skistadion.

## Austragungsmodus
In den Anfangsjahrzehnten wurde die Nordische Kombination in nur einer Variante ausgetragen. Wie inzwischen seit vielen Jahren fand zunächst das Skispringen und als zweite Disziplin am Tag darauf der Langlauf über 15 Kilometer statt. Der Sprunglauf bestand aus drei Versuchen, von denen die besten zwei Sprünge in die Wertung kamen. Beim Lauf gingen die Teilnehmer nach wie vor mit jeweils halbminütigem Abstand ins Rennen, sodass der Gesamtstand bis zum Ende nicht besonders transparent war und auch nach Abschluss des Wettbewerbs erst noch gerechnet werden musste, bis das Endergebnis feststand.
Bis zur Einführung der Gundersen-Methode, in der die Teilnehmer mit ihren Abständen aus dem Springen das Rennen aufnahmen und die Reihenfolge am Ende auch den Endstand darstellte, mussten die Sportler bei Olympischen Spielen noch bis 1988 warten.

## Ausgangssituation
Seit 1972 dominierte der Olympiasieger von 1972, Weltmeister von 1974 und Gewinner des hochkarätigen Wettbewerbs am Holmenkollen 1975 Ulrich Wehling die internationale Szene der Nordischen Kombination. Er galt als eindeutiger Favorit auf eine weitere olympische Goldmedaille und führte eine starke DDR-Mannschaft mit dem WM-Silbermedaillengewinner von 1974 Günther Deckert und zwei vielversprechenden Youngstern, Konrad Winkler und Claus Tuchscherer, im Team an.

## Bilanz

### Medaillenspiegel
| Platz  | Land           | Gold | Silber | Bronze | Gesamt |
| ------ | -------------- | ---- | ------ | ------ | ------ |
| 1      | DDR            | 1    | –      | 1      | 2      |
| 2      | BR Deutschland | –    | 1      | –      | 1      |
| Gesamt | Gesamt         | 1    | 1      | 1      | 3      |

### Medaillengewinner
| Disziplin | Gold                 | Silber              | Bronze               |
| --------- | -------------------- | ------------------- | -------------------- |
| Einzel    | Ulrich Wehling (GDR) | Urban Hettich (FRG) | Konrad Winkler (GDR) |

## Ergebnisse
| Rang | Land | Athlet            | Springen    | Langlauf   | Langlauf    | Gesamt |
| Rang | Land | Athlet            | Pkte. (Pl.) | Zeit [min] | Pkte. (Pl.) | Punkte |
| ---- | ---- | ----------------- | ----------- | ---------- | ----------- | ------ |
| 01   | GDR  | Ulrich Wehling    | 225,5 0(1)  | 50:28,95   | 197,89 (13) | 423,39 |
| 02   | FRG  | Urban Hettich     | 198,9 (11)  | 48:01,55   | 220,00 0(1) | 418,90 |
| 03   | GDR  | Konrad Winkler    | 213,9 0(4)  | 49:51,11   | 203,57 0(7) | 417,47 |
| 04   | FIN  | Rauno Miettinen   | 219,9 0(2)  | 51:12,21   | 191,40 (19) | 411,30 |
| 05   | GDR  | Claus Tuchscherer | 218,7 0(3)  | 51:16,12   | 190,81 (20) | 409,51 |
| 06   | URS  | Nikolai Nogowizyn | 196,1 (16)  | 49:05,97   | 210,34 0(3) | 406,44 |
| 07   | URS  | Waleri Kopajew    | 202,9 0(9)  | 49:53,26   | 203,24 0(8) | 406,14 |
| 08   | NOR  | Tom Sandberg      | 195,7 (17)  | 49:09,34   | 209,83 0(4) | 405,53 |
| 09   | NOR  | Pål Schjetne      | 204,4 0(7)  | 50:26,97   | 198,19 (12) | 402,59 |
| 10   | FIN  | Erkki Kilpinen    | 203,1 0(8)  | 50:20,46   | 199,16 (11) | 402,26 |
|      |      |                   |             |            |             |        |
| 13   | GDR  | Günter Deckert    | 194,2 (18)  | 49:51,00   | 203,58 0(6) | 397,78 |
| 14   | FRG  | Günther Abel      | 196,8 (14)  | 50:29,77   | 197,77 (14) | 394,57 |
| 19   | SUI  | Karl Lustenberger | 202,5 (10)  | 52:57,52   | 175,60 (27) | 378,10 |
| 26   | AUT  | Fritz Koch        | 189,1 (22)  | 53:04,73   | 174,52 (28) | 363,62 |

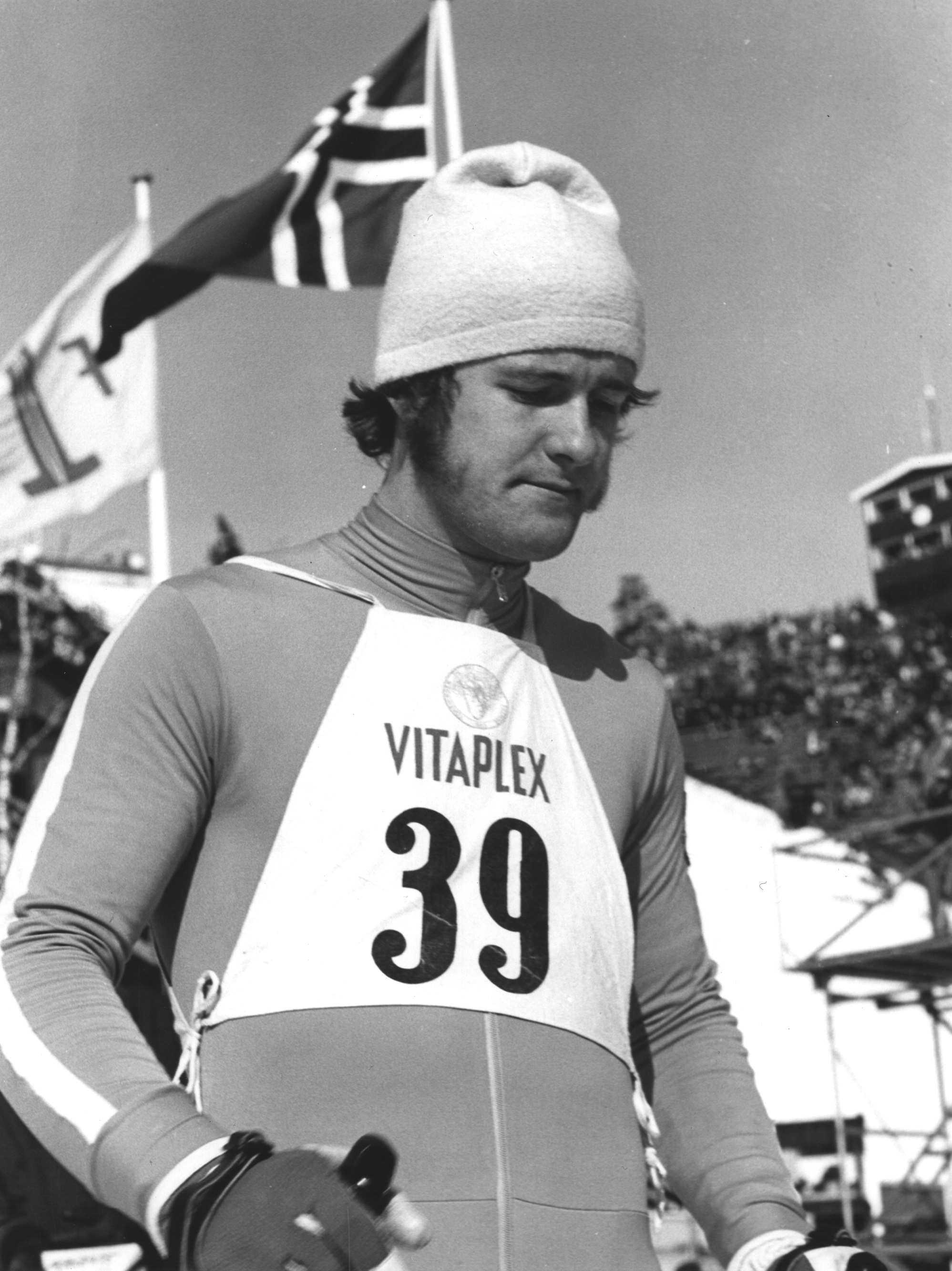
Ulrich Wehling wiederholte seinen Olympiasieg von 1972

Skispringen: 8. Februar 1976 / Toni-Seelos-Olympiaschanze, K-Punkt: 84 m
Langlauf 15 km: 9. Februar 1976
Höhenunterschied: 180 m; Maximalanstieg: 65 m; Totalanstieg: 535 m
34 Teilnehmer aus 14 Ländern, davon 33 in der Wertung
Im Skispringen zeigte sich Wehling in hervorragender Form und hatte in allen drei Durchgängenen den weitesten und besten Sprung. Sein finnischer Rivale Rauno Miettinen, Olympia-Silbermedaillengewinner von 1972, belegte den zweiten Platz, gefolgt von zwei weiteren Ostdeutschen, Claus Tuchscherer und Konrad Winkler.
Wehling, der normalerweise als besserer Langläufer galt als Miettinen, startete drei Minuten hinter dem Finnen und konnte seinen Rivalen im 15-km-Langlauf am Tag darauf locker kontrollieren. Die Überraschung der Veranstaltung war Urban Hettich, ein Westdeutscher aus dem Schwarzwald, der schon mit seinem elften Platz im Springen sehr zufrieden war. Er erzielte die schnellste Zeit des Tages und war über eine Minute besser als der Norweger Stein Erik Gullikstad mit der zweitschnellsten Laufzeit. Hettich rückte damit auf den Silbermedaillenplatz vor und schlug den Bronzemedaillengewinner Winkler in der Endwertung knapp. Miettinen kam im Langlauf nur auf Platz neunzehn und fiel vom zweiten auf den vierten Platz zurück. Tuchscherer folgte als Fünfter mit nur geringem Rückstand auf den Finnen. Der sowjetische Sportler Nikolai Nogowizyn rückte mit der drittschnellsten Laufzeit vom sechzehnten auf den sechsten Platz vor.
Der erst 23-jährige Ulrich Wehling war nach Johan Grøttumsbråten 44 Jahre zuvor in Lake Placid der zweite Nordische Kombinierer, der seinen Olympiasieg wiederholen konnte. Dass Wehling bei den kommenden Spielen erneut triumphieren würde, wusste hier in Innsbruck zum damaligen Zeitpunkt natürlich noch niemand.